# Samsung Life Insurance
Samsung Life Insurance (Koreanisch: 삼성 생명 보험) ist eine südkoreanische multinationale Versicherungsgesellschaft mit Hauptsitz in Seoul (Südkorea) und eine Tochtergesellschaft der Samsung-Gruppe. Es ist das größte Versicherungsunternehmen in Südkorea und gehört zu den 500 größten Unternehmen weltweit nach Umsatz.
Die Hauptprodukte von Samsung Life Insurance umfassen Lebensversicherungen, Krankenversicherungen und Rentenversicherungen. Samsung Life war ein privates Unternehmen von seiner Gründung im Jahr 1957 bis zum Börsengang im Mai 2010. Der Börsengang war der größte in der Geschichte Südkoreas und machte Samsung Life zu einem der wertvollsten Unternehmen des Landes, gemessen an der Marktkapitalisierung.

## Geschichte
Das 1957 gegründete Unternehmen wuchs schnell und erreichte nach nur 18 Monaten eine marktführende Position. Seitdem hat Samsung Life Insurance seine Marktführerschaft in der Branche durch Produktinnovation, Marketing und Vertrieb behauptet. Das Wachstum wurde insbesondere beschleunigt, nachdem das Unternehmen 1963 Teil der Samsung-Gruppe wurde.
1986 eröffnete das Unternehmen Repräsentanzen in New York City und Tokio. Durch ein Joint Venture in Thailand im Jahr 1997 und in China im Jahr 2005 wurde das Geschäft in Übersee ausgebaut. Das Unternehmen war das erste Lebensversicherungsunternehmen in Korea, das 2006 ein Vermögen von 100 Billionen Won erzielte. Am 12. Mai 2010 ging Samsung Life Insurance an die Börse, die Aktien hatten einen Startpreis von 110.000 Won oder 96 US-Dollar je Aktie und brachten insgesamt 4,4 Mrd. US-Dollar ein.
Im Jahr 2016 kaufte das Unternehmen den Commerzbank Tower in Frankfurt am Main, Deutschlands höchstes Hochhaus, für etwa 620 Mio. € der Commerzbank ab.

## Aktionärsstruktur
Mit Stand Juli 2025 waren folgende Hauptaktionäre bekannt:
| Name                              | Anzahl Aktien | %       | Wert      |
| --------------------------------- | ------------- | ------- | --------- |
| SAMSUNG C&T CORPORATION           | 38,688,000    | 19,34 % | 3 652 M ₩ |
| Jae-Yong Lee                      | 20,879,591    | 10,44 % | 1 971 M ₩ |
| SAMSUNG LIFE INSURANCE CO., LTD.  | 20,425,221    | 10,21 % | 1 928 M ₩ |
| National Pension Service of Korea | 13,736,089    | 6.868 % | 1 297 M ₩ |
| Bu-Jin Lee                        | 11,524,174    | 5.762 % | 1 088 M ₩ |